# Clumsy (canção de Fergie)
"Clumsy" é uma canção pop escrita por Stacy Ferguson, Bobby Troup e Will Adams para o primeiro álbum solo de Fergie, The Dutchess (2006). A canção possui sample de "The Girl Can't Help It" de Little Richard e foi lançada como sendo o quinto single do álbum (quarto no Reino Unido).. A canção também estará presente na trilha sonora do filme de 2007 dirigido por Judd Apatow, Knocked Up.

## Informações
A canção é sobre uma garota que está apaixonada por um homem e diz que fica desajeitada quando o vê. A canção foi escrita pela própria Fergie, juntamente com seu parceiro no Black Eyed Peas, will.i.am, além do compositor Bobby Troup.

## Videoclipe
O videoclipe de "Clumsy" foi dirigido por Marc Webb e Rich Lee. Ele foi gravado em 7 de Setembro de 2007 e lançado pelo site da AOL Music em 12 de Outubro de 2007. O clipe ficou famoso por seu estilo surrealista e hilário, uma inovação de Fergie.
O clipe começa com um livro se abrindo e mostrando o nome dos diretores, da artista e o título da canção. Fergie começa a cantar e o livro muda de página, dando início a um show pop em miniatura, dentro do próprio livro,o livro muda de página outra vez mostrando Fergie como uma estilista à desfilar numa passarela com seus modelos, de onde ela cai acidentalmente por estar distraída com um homem bonito que ela viu na platéia. O livro muda de página e mostra Fergie em um carro, e então ela encontra outro belo homem. Ela então acaba batendo o carro, que fica quebrado. Na ponte ela está cantando em um foguete e aparece de volta ao show, atingindo um dançarino, e então todo o show começa a cair. Enquanto estava no foguete, ela pressiona o botão "airlock", que joga o dançarino pra fora do foguete. Após isso, Fergie aparece em um avião voando ao redor de um mundo em miniatura. No final do vídeo, Fergie está se preparando para tirar uma foto em um telhado e depois ela se senta na ponta do prédio para ler uma mensagem, e então ela cai do topo do prédio e é pega por um homem,o  mesmo homem que foi destaque desde o início do clipe e então eles saem juntos à caminhar na direção do pôr-do-sol e então o livro se fecha.

## Formatos e faixas
| CD Single 1. "Clumsy" (Edição de Rádio) - 3:20 2. "Clumsy" (Instrumental) - 4:01 3. "Clumsy" (Videoclipe) - 4:01 CD Single promocional 1. "Clumsy" (Edição de Rádio) - 3:20 2. "Clumsy" (Versão do Álbum) - 4:01 EP do iTunes 1. "Clumsy" (ColliPark Remix) (participação de Soulja Boy Tell 'Em) - 3:52 2. "Clumsy" (Pajan rock mix) 3. "Get Your Hands Up" (versão não-LP) | CD Single australiano 1. "Clumsy" (Edição de Rádio) - 3:20 2. "Clumsy" (Revisada) CD Single promocional inglês 1. "Clumsy" (Edição de Rádio) - 3:20 2. "Fergalicious" (Edição de Rádio) - 3:47 CD Single ringle 1. "Clumsy" (Versão do Álbum) - 4:01 2. "Clumsy (Remix)" 3. "Glamorous" (Space Cowboy Remix) 4. "Clumsy" (Ringtone) |

## Desempenho nas paradas
Na Nova Zelândia, após o sucesso de "Big Girls Don't Cry", "Clumsy" começou a ser muito baixada pelo iTunes, logo após ter sido liberada lá, o que fez com que a canção entrasse na posição #35 na parada do iTunes do país e consequentemente entrasse na posição #31 na parada oficial do país, a RIANZ Top 40 Singles. Na semana seguinte subiu para a posição #24 e logo chegou à posição #4, se tornando o quinto single top 10 consecutivo de Fergie no país.
Ela também estreou em #82 na parada norte-americana Billboard Pop 100 e na posição #20 na parada Bubbling Under Hot 100, equivalente à posição #120 na Hot 100. Conseguiu alcançar a posição #45 no Hot 100, após subir 46 posições em uma única semana, e a posição #38 no Pop 100. Ambas as posições subiram nas semanas seguintes, conforme os downloads de "Clumsy" aumentaram drasticamente, fazendo com que ela chegasse ao top 15 de ambas as paradas mesmo com "Big Girls Don't Cry" ainda estando lá também. Chegou à posição #2 no Pop 100 e #5 no Hot 100, tornando-se o quinto single top 10 de Fergie nos EUA, sendo que todos os singles anteriores chegaram a essa marca.
"Clumsy" estreou na posição #79 no Canadá, na parada com data em 27 de Outubro de 2007 . Conseguiu chegar à posição #4 e se tornou o quinto single top 5 de Fergie no país.

### Posições
| Top (2007)                         | Melhor posição |
| ---------------------------------- | -------------- |
| Alemanha                           | 50             |
| América Latina Top 40              | 13             |
| Austrália - Parada de Singles ARIA | 3              |
| Áustria                            | 53             |
| Bulgária - Top 40 Singles          | 12             |
| Canadá - Hot 100 Singles           | 4              |
| Croácia                            | 4              |
| Dinamarca Top 40 Singles           | 34             |
| Estados Unidos - Billboard Pop 100 | 2              |

| Top (2007)                         | Melhor posição |
| ---------------------------------- | -------------- |
| Estados Unidos - Billboard Hot 100 | 5              |
| Filipinas                          | 1              |
| Grécia                             | 19             |
| Irlanda                            | 26             |
| México - Top 100 Singles           | 81             |
| Nova Zelândia - Top 40 Singles     | 4              |
| Polónia                            | 46             |
| Reino Unido - UK Singles Chart     | 62             |
| Suécia                             | 15             |